# Cantonul Villeneuve-le-Roi
Cantonul Villeneuve-le-Roi este un canton din arondismentul Créteil, departamentul Val-de-Marne, regiunea Île-de-France, Franța.

## Comune
| Comune            | Populație (1999) | Cod poștal | Cod INSEE |
| ----------------- | ---------------- | ---------- | --------- |
| Ablon-sur-Seine   | 5 203            | 94 480     | 94 001    |
| Villeneuve-le-Roi | 18 627           | 94 290     | 94 077    |